# Mouvements étudiants au Québec
Au Québec, le mouvement étudiant ou lutte étudiante est l'ensemble des mouvements sociaux et politiques liés à la condition étudiante et émergents des regroupements étudiants des collèges et des universités du Québec.
Développé avec la Révolution tranquille, le mouvement poursuit un éventail de revendications relatives à l'accessibilité aux études (droits de scolarité, prêts et bourses) ainsi que l'orientation et la gestion universitaire. Jusqu'à présent, en plus d'importantes grèves en 1968, 1974, 1986, 1990 et 2005, c'est lors de la grève étudiante québécoise de 2012 que le mouvement connaît sa plus importante mobilisation.
Les quatre principaux regroupements étudiants du Québec sont la Fédération étudiante collégiale du Québec (FECQ), l'Union étudiante du Québec (UEQ), l'AVEQ (Association pour la voix étudiante au Québec)[Quoi ?] et la Coalition de résistance pour l’unité étudiante syndicale(CRUES). 

## Historique

### Émergence du mouvement sous le régime Duplessis
Le 6 mars 1958, les 21 000 étudiants de l'Université de Montréal, l'Université Laval, l'Université McGill, l'Université Bishop et l'Université Sir George-Williams déclenchent une grève d'un jour (3 jours à Laval); il revendiquent la gratuité scolaire à l'université. Parmi les personnalités appuyant les étudiants on compte André Laurendeau, Gérard Pelletier, Pierre Elliott Trudeau, René Lévesque et Jean-Louis Gagnon. Les journaux étudiants témoigne de la grève du 6 mars :

« L'étudiant a prouvé au public et surtout il s'est prouvé à lui-même qu'il est capable d'agir sérieusement, de maîtriser une situation et de conduire à bonne fin une action collective. Pour la première fois peut-être les étudiants ont pû sentir les coudres, évaluer leur force, s'entraîner à cette difficile conquête d'une classe qui pense et agit en fonction des résultats de cette pensée. »

— Extrait du journal étudiant Quartier Latin, 13 mars 1958
Du 14 mars au 14 avril 1958, les délégués étudiants Francine Laurendeau, Jean-Pierre Goyer et Bruno Meloche se rendent à l'Assemblée nationale du Québec à tous les jours pour remettre un mémoire au premier ministre Maurice Duplessis. Malgré leur démarche, ils essuient un refus du gouvernement.

### Grève étudiante québécoise de 2012

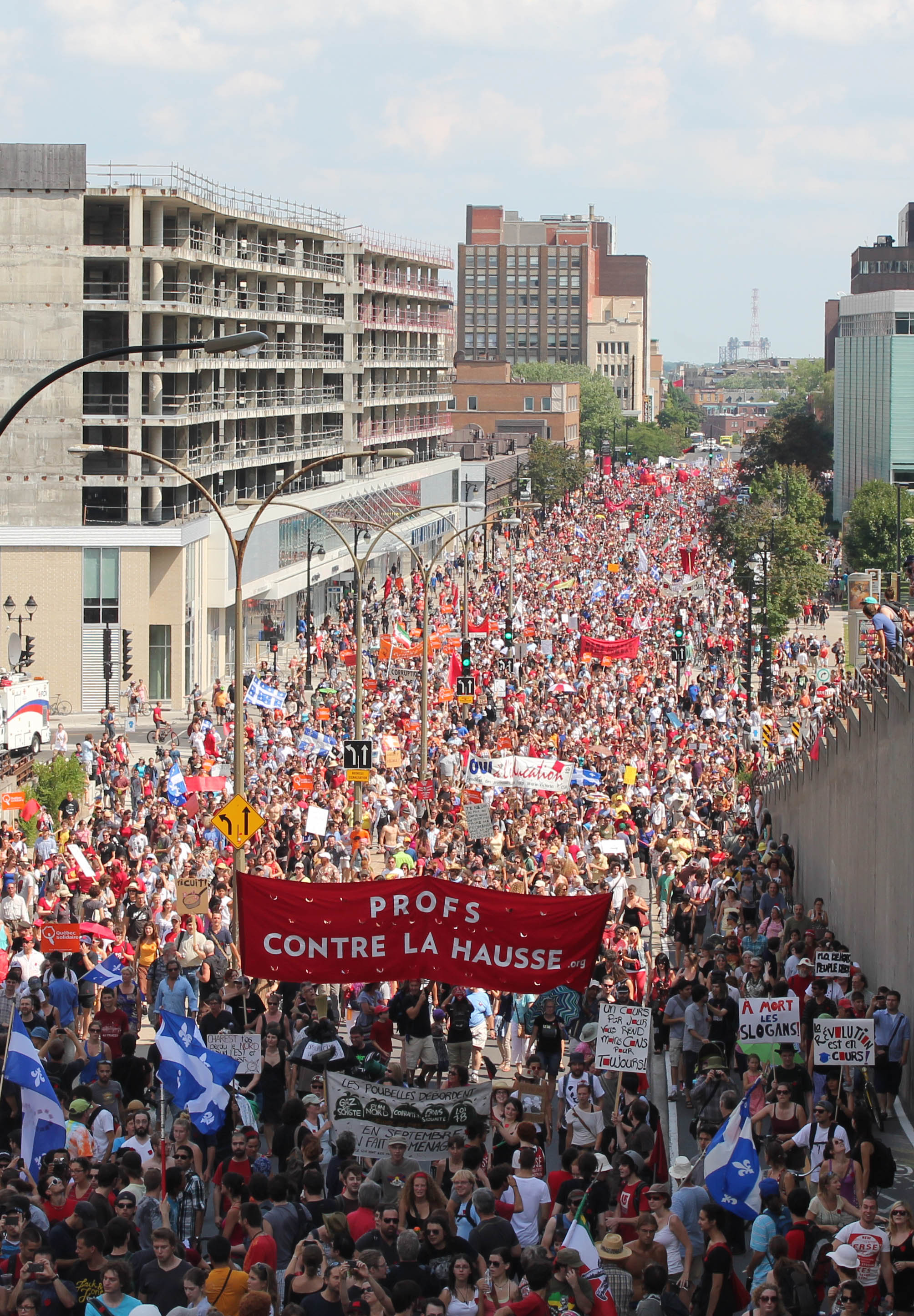
Manifestation nationale du 22 juillet à Montréal lors de la Grève étudiante québécoise de 2012

### Sommet sur l'enseignement supérieur (2013)
Le 8 novembre 2012, comme promis lors de la campagne électorale, la première ministre du Québec, Pauline Marois, a annoncé lors d'une conférence de presse en compagnie de l'ex-leader étudiant Léo Bureau-Blouin et de son ministre de l'Enseignement supérieur, Pierre Duchesne, sa décision de tenir un sommet sur l'enseignement supérieur à la mi-février 2013 :

« Dès notre élection, nous avons choisi la voie de la sortie de crise et nous avons respecté nos engagements en annulant la hausse des droits de scolarité et en abrogeant la loi 12. La paix sociale étant revenue, il faut collectivement reprendre le dialogue et rebâtir les ponts entre les générations. Il faut renouer avec cet esprit de concertation qui a toujours fait avancer le Québec. Je souhaite que nous ayons un débat constructif sur l'avenir et le rôle de l’enseignement supérieur au Québec. Je souhaite un débat des plus fructueux pour tous. »

— Pauline Marois, première ministre du Québec.
Ce sommet portera sur quatre principaux thermes, soit :
- la qualité de l’enseignement supérieur ;
- l’accessibilité et la participation aux études supérieures ;
- la gouvernance et le financement des universités ;
- la contribution des établissements et de la recherche au développement de l’ensemble du Québec[6].

La FECQ et la FEUQ ont accueilli favorablement cette nouvelle, alors que le chef de la CAQ François Legault craint pour sa part un « sommet des illusions» et soutient que les universités sont sous-financées.
L'ASSÉ, à la suite de la dissolution de la CLASSE lors du congrès de novembre 2012, continue quant à elle la militance active, réfutant la thèse véhiculés par la FECQ et FEUQ que le conflit étudiant, se limitant selon elles à la hausse des libéraux, serait à proprement parler clos. Promulguant le syndicalisme de combat par le biais d'actions et de manifestations, elle organise un premier grand rassemblement le 22 novembre 2012 à laquelle plusieurs milliers d'étudiants, groupe sociaux, syndicats ainsi que les formations politiques Québec Solidaire et Option Nationale participent. Le nombre d'étudiants en grève le 22 novembre, dans la mouvance d'une contestation internationale à l'endroit de la marchandisation de l'éducation, s'élevait à plus de 60 000 étudiants, la plupart membres d'associations affiliées à l'ASSÉ.
À la suite de son congrès de décembre, il fut décidé que l'ASSÉ participerait au sommet et qu'elle y défendrait, entre autres, la gratuité scolaire.

## Contexte légal
Plusieurs associations étudiantes québécoises sont régies par la Loi sur l'accréditation et le financement des associations d'élèves ou d'étudiants.

### Grève étudiante
Bien que l'expression « grève étudiante » soit largement passée dans l'usage, ces mouvements concertés de cessation temporaire d'études ne sont pas des grèves au sens du Code du travail parce que les associations étudiantes n'ont pas le statut de syndicat, n'étant pas des associations accréditées par le Tribunal administratif du travail. D'autre part, même si d'aventure elles étaient accréditées, les associations étudiantes ne suivent pas le mode légal de déclenchement de grèves prévu à l'art. 58 C.t., se contentant généralement de tenir un vote à main levée parmi leurs membres à quelques jours d'avance seulement.

## Regroupements nationaux
Le mouvement étudiant du Québec est principalement organisé autour de quatre regroupements d'associations étudiantes : la Fédération étudiante collégiale du Québec (FECQ), l'Union étudiante du Québec (UEQ), l'Association pour la voix étudiante au Québec (AVEQ) et l'Association pour une solidarité syndicale étudiante (ASSÉ).
La FECQ représente les étudiants au niveau collégial. L'UEQ et l'AVEQ sont nées de la dissolution de la Fédération étudiante universitaire du Québec (FEUQ) en 2015,. L'ASSÉ, pour sa part, représente à la fois des étudiants du niveau collégial et des étudiants du niveau universitaire. La FECQ, l'UEQ et l'AVEQ ont une philosophie mixte de concertation et de protestation face au gouvernement, à différents degrés. Sur certains enjeux, la FECQ, l'UEQ et l'AVEQ siègent et collaborent avec le gouvernement et les établissements d'enseignement pour faire avancer les droits des étudiants. Sur d'autres enjeux, elles privilégient les moyens de pressions et la négociation.
L'ASSÉ quant à elle est l'organisation plus radicale du mouvement étudiant. Elle privilégie une méthode inspirée du syndicalisme de combat. L'ASSÉ est très souvent critique face aux stratégies employés par la FECQ et l'UEQ.

### Filmographie
- L'histoire des trois de Jean-Claude Labrecque, 1990